# أولغا كوتشيرينكو
أولغا سيرجيفنا كوتشيرينكو (الروسية: Ольга Серогеевна Кученко؛ من مواليد 5 نوفمبر 1985) هي لاعبة الوثب الطويل روسية فازت بالميدالية البرونزية في بطولة أوروبا لألعاب القوى داخل الصالات 2009. كما تنافست في بطولة العالم لألعاب القوى داخل الصالات 2008 دون الوصول إلى النهائي. أفضل قفزة شخصية حققتها هي 7.13 مترًا، في مايو 2010 في سوتشي. وحققت 6.87 مترًا على المضمار الداخلي، حققتها في يناير 2008 في كراسنودار.
في عام 2011 فازت بالميدالية الفضية في بطولة العالم في دايغو بنتيجة 6.77 مترًا. مع ذلك تم إلغاء هذه النتائج لاحقًا بسبب فشل اختبار المخدرات. جاءت إعادة اختبار العينة التي قدمتها في المسابقة في عام 2016 إيجابية نتيجة لتحسين عمليات الكشف. تلقت حظرًا لمدة عامين من الرياضة وتم إزالة نتائجها من الفترة 28 أغسطس 2011 إلى 28 أغسطس 2013 من السجلات.